# キンデルダイク (お笑い)
キンデルダイクは、かつて吉本興業で活動していた日本のお笑いコンビ。2007年8月結成。2009年8月23日解散。共に大阪NSC26期生。渡部の独特なツッコミが特徴だった。コンビ名は世界遺産のキンデルダイク＝エルスハウトの風車網に由来する。二人ともメガネをかけていた。

## メンバー
- 牧戸 健（まきど けん、1980年11月25日（44歳） - ）

三重県松阪市出身。
ボケ担当。
立ち位置は向かって左。
血液型はA型。
以前は「牧戸上原」というコンビを組んでいた。
後に、元ピン芸人の「堀口ちょむ」と共に「ちょむ&マッキー」というコンビを組んで活動していた。ちょむ&マッキーは2011年2月に東京進出するも、2017年12月解散。解散後は実演販売士「ラッパフキ牧戸」に転身（一方相方だったちょむは、2018年に元セイシュン・ダーツの野田幸宏と「かわはぎタンクトップ」を結成し活動）。
- 渡部 大嗣（わたなべ だいし、1985年6月7日（39歳） - ）

愛媛県松山市出身。
ツッコミ担当。
立ち位置は向かって右。血液型はA型。
以前は「モンサンミッシェル」というコンビを組んでいた。
元ピン芸人の「加藤たかこ」と共に「バカンス食堂」というコンビを組んでいたが解散。
その後、ワタナベコメディスクールの同期であった安藤ヒロキオと「アッパレ倶楽部」というコンビで活動したが、現在は解散。
神取忍の物真似をよくやる。
baseよしもとのプロフィールには芸名がカタカナ表記で「ダイシ」となっている。
最近は「渡部ダイシ」という名前で活動している。小学生の頃、親に連れられ、京都旅行をしたことがある。

## 出演

### テレビ
- 爆笑オンエアバトル（NHK総合）戦績0勝1敗 最高225KB
- 新しい波16（フジテレビ、2008年11月10日）
- マヨブラ流（読売テレビ）
- 痛快!明石家電視台（MBSテレビ、2008年10月6日）
- 本番で～す!（テレビ東京、2008年10月18日）
- キングオブコント2008（TBSテレビ、2008年10月5日）セミファイナリストとして審査員を務めた。
- 鉄筋base（関西テレビ）
- 新鮮!まる生愛媛（テレビ愛媛）
- 新春ホワイトカーペット（フジテレビ）キャッチコピーは「なぜだなぜだの」
- 麒麟の部屋（MBSテレビ）
- ジャイケルマクソン（MBSテレビ）
- 爆笑トライアウト（NHK総合、2009年5月29日）
  - 会場審査で9位（233TP）、視聴者投票で8位（611票）。

### ラジオ
- FANFANレイディオ（MBSラジオ）
- むっちゃ元気（ラジオ大阪）

## 戦歴
- M-1グランプリ2007 3回戦進出
- M-1グランプリ2008 3回戦進出
- キングオブコント2008 準決勝進出
- 第6回MBS新世代漫才アワード出場
- 平成20年度NHK新人演芸大賞予選出場
- 第62回キタイ花ん優勝

## 出囃子
- ケツメイシ ｢カーニバル｣

## 単独ライブ
2008年
- 12月13日 - 「カーニバル」（baseよしもと/大阪）※初単独

2009年
- 3月08日 - 「フェスティバル」（baseよしもと/大阪）
- 05月09日 - 「ハンニバル」（baseよしもと/大阪）
- 07月19日 - トークライブ「もっとトークへ。」（baseよしもと/大阪）